# Planejamento agregado
O Planeamento Agregado é considerado por Monks (1987, p. 230) como "uma decisão negociada de alto nível que coordena as atividades de marketing, finanças e outras funções".
O Planeamento Agregado é o processo de planeamento das quantidades a produzir a médio prazo, através do ajuste da velocidade de produção, mão-de-obra disponível, estoques e outros, sendo seu objetivo atender às demandas irregulares, empregando os recursos disponíveis na empresa (ibidem).
Os administradores têm à sua disposição algumas estratégias para a tomada de decisão no Planeamento Agregado, sendo relacionadas por Monks (1987):
Variação de tamanho de equipe de trabalho;
Tempo extra e tempo ocioso;
Variação de níveis de estoque;
Aceite de pedidos para atendimento futuro;
Subcontratação;
Utilização da capacidade. 
2.5.2 Plano Mestre
"O Plano Mestre representa uma das contribuições mais importantes da manufatura ao processo de planeamento global da organização" (Giannesi & Correia, 1993, p.118).
Segundo Monks (1987) a programação da produção se concretiza com a elaboração do Plano Mestre), o qual comanda todo o Sistema de Produção, determinando as metas específicas de produção.
O Plano Mestre pode ser entendido como a formalização da programação da produção, expressa em necessidades específicas de material e capacidade. Assim, o desenvolvimento do Plano Mestre exige uma avaliação das necessidades de mão-de-obra, equipamentos e materiais para cada tarefa a realizar (ibidem).
De acordo com Giannesi & Correia (1993), o Plano Mestre considera as limitações de capacidade e a conveniência de sua utilização, podendo determinar a produção prévia de itens ou até mesmo, não programar suas produções, ainda que o mercado pudesse consumi-los.

## Referência
- MONKS, J.G. Administração da Produção. São Paulo. McGraw-Hill, 1987.
- GIANNESI, CORREIA. JIT, MRPII, OPT, uma abordagem estratégica, 1993.

1. ↑  

Plano Mestre

"O Plano Mestre representa uma das contribuições mais importantes da manufatura ao processo de planejamento global da organização" (Giannesi & Correia, 1993, p.118).

Segundo Monks (1987) a programação da produção se concretiza com a elaboração do Plano Mestre), o qual comanda todo o Sistema de Produção, determinando as metas específicas de produção.

O Plano Mestre pode ser entendido como a formalização da programação da produção, expressa em necessidades específicas de material e capacidade. Assim, o desenvolvimento do Plano Mestre exige uma avaliação das necessidades de mão-de-obra, equipamentos e materiais para cada tarefa a realizar (ibidem).

De acordo com Giannesi & Correia (1993), o Plano Mestre considera as limitações de capacidade e a conveniência de sua utilização, podendo determinar a produção prévia de itens ou até mesmo, não programar suas produções, ainda que o mercado pudesse consumi-los. i